# Biblioteca capitolare
Una biblioteca capitolare è una biblioteca gestita da un capitolo, ossia da un'assemblea di presbiteri o di religiosi cristiani dotata di personalità giuridica e di autorità normativa.
In Italia, esistono le seguenti biblioteche capitolari:
- Biblioteca capitolare di Benevento
- Biblioteca capitolare di Ivrea
- Biblioteca capitolare di Lucca
- Biblioteca capitolare di Milano
- Biblioteca capitolare di Monza
- Biblioteca capitolare di Padova
- Biblioteca capitolare di Reggio Emilia
- Biblioteca capitolare di Treviso
- Biblioteca capitolare di Verona
- Biblioteca capitolare di Vercelli
- Biblioteca capitolare di Pescia